# Baek Ha-na
Baek Ha-na (koreanisch 백하나; * 22. September 2000 in Cheongsong) ist eine südkoreanische Badmintonspielerin.

## Karriere
Baek Ha-na wurde 2017 Juniorenasienmeisterin und Juniorenweltmeisterin. 2019 gewann sie das Lingshui China Masters, die Hyderabad Open, das Syed Modi International und die Denmark Open, 2023 die German Open, das Malaysia Masters und die Indonesia Open. 2024 siegte sie bei den Asienmeisterschaften der Erwachsenen. Bei den Olympischen Spielen in Paris 2024 wurde sie im Damendoppel gemeinsam mit Lee So-hee Fünfte.

## Erfolge

### Asienspiele
Damendoppel
| Jahr | Ort                                 | Partner    | Gegner                  | Ergebnis     | Resultat |
| ---- | ----------------------------------- | ---------- | ----------------------- | ------------ | -------- |
| 2022 | Binjiang Gymnasium, Hangzhou, China | Lee So-hee | Chen Qingchen Jia Yifan | 18–21, 17–21 | Silber   |

### Asienmeisterschaften
Damendoppel
| Jahr | Ort                                                               | Partner    | Gegner                       | Ergebnis     | Resultat |
| ---- | ----------------------------------------------------------------- | ---------- | ---------------------------- | ------------ | -------- |
| 2023 | Sheikh Rashid Bin Hamdan Indoor Hall, Dubai, United Arab Emirates | Lee So-hee | Yuki Fukushima Sayaka Hirota | 7–21, 14–21  | Silber   |
| 2024 | Ningbo Olympic Sports Center Gymnasium, Ningbo, China             | Lee So-hee | Zhang Shuxian Zheng Yu       | 23–21, 21–12 | Gold     |

### Juniorenweltmeisterschaften
Damendoppel
| Jahr | Ort                                   | Partner    | Gegner                                | Ergebnis           | Resultat |
| ---- | ------------------------------------- | ---------- | ------------------------------------- | ------------------ | -------- |
| 2017 | GOR Among Rogo, Yogyakarta, Indonesia | Lee Yu-rim | Jauza Fadhila Sugiarto Ribka Sugiarto | 18–21, 21–11, 21–3 | Gold     |

### Juniorenasienmeisterschaft
Damendoppel
| Jahr | Ort                                                       | Partner    | Gegner                  | Ergebnis     | Resultat |
| ---- | --------------------------------------------------------- | ---------- | ----------------------- | ------------ | -------- |
| 2017 | Jaya Raya Sports Hall Training Center, Jakarta, Indonesia | Lee Yu-rim | Liu Xuanxuan Xia Yuting | 21–12, 21–19 | Gold     |

Mixed
| Jahr | Ort                                                       | Partner       | Gegner                       | Ergebnis            | Resultat |
| ---- | --------------------------------------------------------- | ------------- | ---------------------------- | ------------------- | -------- |
| 2017 | Jaya Raya Sports Hall Training Center, Jakarta, Indonesia | Kang Min-hyuk | Na Sung-seung Seong Ah-yeong | 20–22, 21–18, 19–21 | Bronze   |

### BWF World Tour
Damendoppel
| Jahr | Wettbewerb              | Level             | Partner        | Gegner                              | Ergebnis            | Resultat |
| ---- | ----------------------- | ----------------- | -------------- | ----------------------------------- | ------------------- | -------- |
| 2018 | Australian Open         | Super 300         | Lee Yu-lim     | Ayako Sakuramoto Yukiko Takahata    | 21–23, 18–21        | Finalist |
| 2019 | Lingshui China Masters  | Super 100         | Kim Hye-rin    | Liu Xuanxuan Xia Yuting             | 21–14, 14–21, 21–15 | Sieger   |
| 2019 | US Open                 | Super 300         | Jung Kyung-eun | Nami Matsuyama Chiharu Shida        | 16–21, 16–21        | Finalist |
| 2019 | Hyderabad Open          | Super 100         | Jung Kyung-eun | Ashwini Ponnappa Siki Reddy         | 21–17, 21–17        | Sieger   |
| 2019 | Denmark Open            | Super 750         | Jung Kyung-eun | Chen Qingchen Jia Yifan             | 9–21, 21–19, 21–15  | Sieger   |
| 2019 | Syed Modi International | Super 300         | Jung Kyung-eun | Chang Ye-na Kim Hye-rin             | 23–21, 21–15        | Sieger   |
| 2020 | Thailand Masters        | Super 300         | Jung Kyung-eun | Chen Qingchen Jia Yifan             | 21–17, 17–21, 15–21 | Finalist |
| 2022 | Korea Masters           | Super 300         | Lee Yu-rim     | Kim So-young Kong Hee-yong          | 17–21, 12–21        | Finalist |
| 2022 | Japan Open              | Super 750         | Lee Yu-lim     | Jeong Na-eun Kim Hye-jeong          | 21–23, 26–28        | Finalist |
| 2022 | Denmark Open            | Super 750         | Lee So-hee     | Chen Qingchen Jia Yifan             | 12–21, 15–21        | Finalist |
| 2023 | Malaysia Open           | Super 1000        | Lee Yu-lim     | Chen Qingchen Jia Yifan             | 16–21, 10–21        | Finalist |
| 2023 | Thailand Masters        | Super 300         | Lee So-hee     | Benyapa Aimsaard Nuntakarn Aimsaard | 6–21, 11–21         | Finalist |
| 2023 | German Open             | Super 300         | Lee So-hee     | Nami Matsuyama Chiharu Shida        | 21–19, 21–15        | Sieger   |
| 2023 | All England Open        | Super 1000        | Lee So-hee     | Kim So-young Kong Hee-yong          | 5–21, 12–21         | Finalist |
| 2023 | Malaysia Masters        | Super 500         | Lee So-hee     | Pearly Tan Thinaah Muralitharan     | 22–20, 8–21, 21–17  | Sieger   |
| 2023 | Singapore Open          | Super 750         | Lee So-hee     | Chen Qingchen Jia Yifan             | 16–21, 12–21        | Finalist |
| 2023 | Indonesia Open          | Super 1000        | Lee So-hee     | Yuki Fukushima Sayaka Hirota        | 22–20, 21–10        | Sieger   |
| 2023 | China Open              | Super 1000        | Lee So-hee     | Chen Qingchen Jia Yifan             | 11–21, 17–21        | Finalist |
| 2023 | BWF World Tour Finals   | World Tour Finals | Lee So-hee     | Chen Qingchen Jia Yifan             | 16–21, 16–21        | Finalist |
| 2024 | All England Open        | Super 1000        | Lee So-hee     | Nami Matsuyama Chiharu Shida        | 21–19, 11–21, 21–17 | Sieger   |
| 2024 | Indonesia Open          | Super 1000        | Lee So-hee     | Chen Qingchen Jia Yifan             | 21–17, 21–13        | Sieger   |
| 2024 | Japan Open              | Super 750         | Lee So-hee     | Liu Shengshu Tan Ning               | 18–21, 20–22        | Finalist |
| 2024 | BWF World Tour Finals   | World Tour Finals | Lee So-hee     | Nami Matsuyama Chiharu Shida        | 21–19, 21–14        | Sieger   |

### BWF Grand Prix
Damendoppel
| Jahr | Wettbewerb | Partner    | Gegner                   | Ergebnis     | Resultat |
| ---- | ---------- | ---------- | ------------------------ | ------------ | -------- |
| 2017 | Macau Open | Lee Yu-rim | Huang Yaqiong Yu Xiaohan | 10–21, 17–21 | Finalist |

### BWF International Challenge/Series
Damendoppel
| Jahr | Wettbewerb            | Partner    | Gegner                           | Ergebnis            | Resultat |
| ---- | --------------------- | ---------- | -------------------------------- | ------------------- | -------- |
| 2018 | Vietnam International | Lee Yu-rim | Chow Mei Kuan Vivian Hoo Kah Mun | 21–19, 17–21, 21–17 | Sieger   |